# Ningbingia res
Ningbingia res é uma espécie de gastrópode  da família Camaenidae.
É endémica da Austrália.